# Muzzle Loaders Associations International Confederation
La Muzzle Loaders Associations - International Confederation, en abrégé MLAIC, est une fédération sportive internationale dont le but est de promouvoir la pratique du tir avec des armes à feu anciennes ou des reproductions de ces mêmes armes dans des conditions aussi proches que possible des conditions d'origine. 
Le Muzzle Loaders Associations International Committee, est un organisme international qui gère les compétitions et les règlements appropriés.

## Objectifs
Ses objectifs sont statutairement : 
- Promouvoir un intérêt pour les armes historiques à chargement par la bouche et encourager la recherche sur l'histoire de ces armes et leur utilisation.
- Administrer, promouvoir, encourager et organiser les installations pour le sport.
- Organiser les compétitions et les matches.
- Organiser, octroyer et contribuer à la fourniture de trophées, de disques, de récompenses et de distinctions.
- L'approvisionnement et la fourniture d'éléments jugés nécessaires à la réalisation des objectifs du MLAIC.
- L'élaboration et l'application de règles et de règlements visant à mettre en œuvre et à prescrire des procédures pour atteindre les objectifs de la MLAIC.

## Nations membres
Les pays membres sont représentés par leurs fédérations de tir sportif
- La zone européenne comprend les pays suivants : Autriche, Belgique[5], République tchèque, Danemark, Finlande, France[6], Allemagne, Royaume-Uni[7], Hongrie,  Italie[8], Malte, Pays-Bas, Norvège, Pologne, Portugal[9], Slovaquie, Espagne[10], Suède, et Suisse[11]. La Russie et l'Irlande s’apprêtent à rejoindre l'organisation[12].

- La zone pacifique comprend :  Argentine, Australie[13], Canada, Japon, Nouvelle-Zélande[14], Afrique du Sud[15], et USA[16].

- Le Brésil, la Croatie, la Grèce, et le Mexique sont des nations correspondantes[12].

## Armes utilisées
Il s'agit d'armes de trois types différents : fusils, arquebuses, armes de poing; disposant d'un des trois types de mise à feu suivants : mèche, silex et percussion. Ce sont soit des armes d'origine, soit des répliques,.

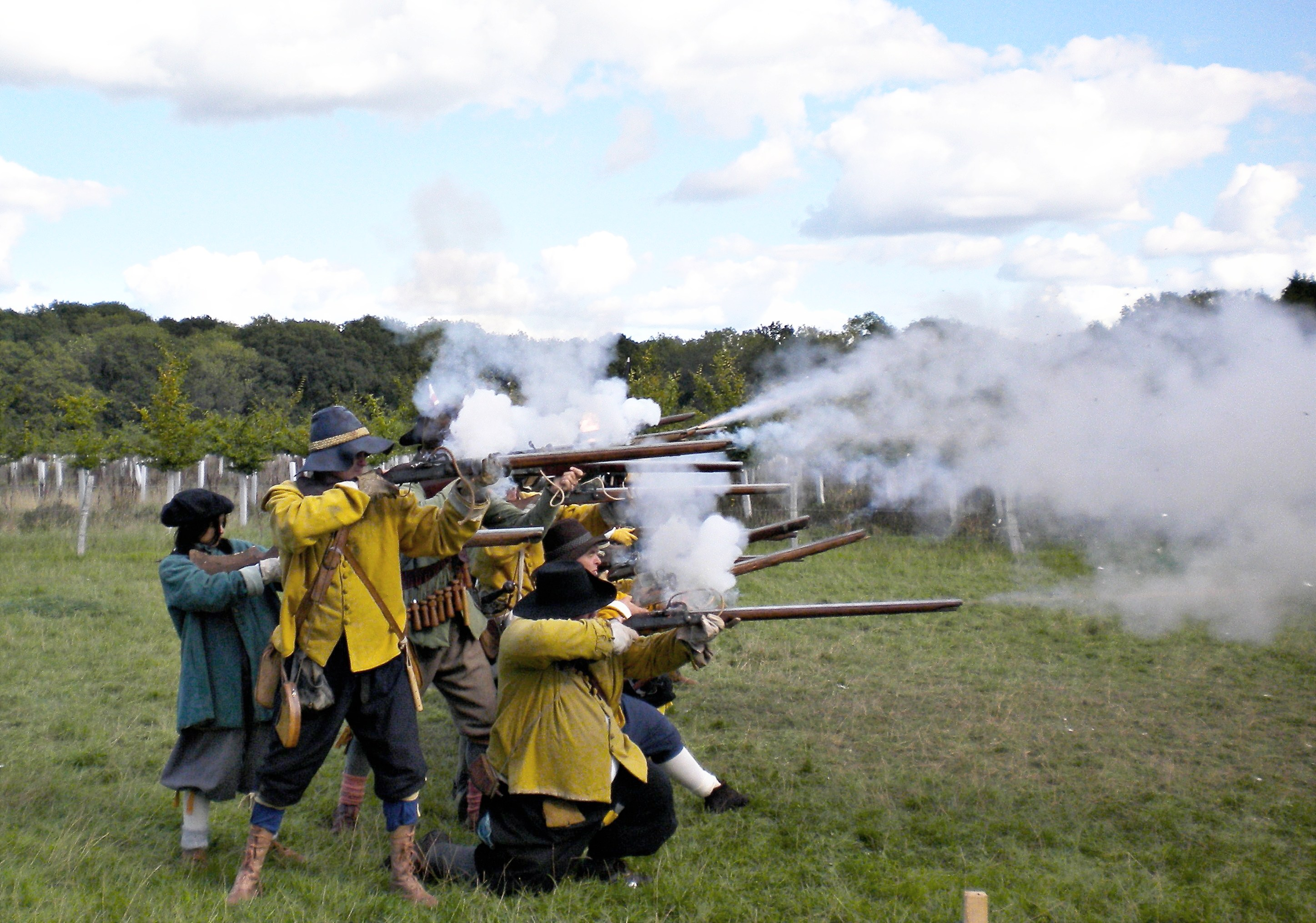
Tir avec des armes à mèches
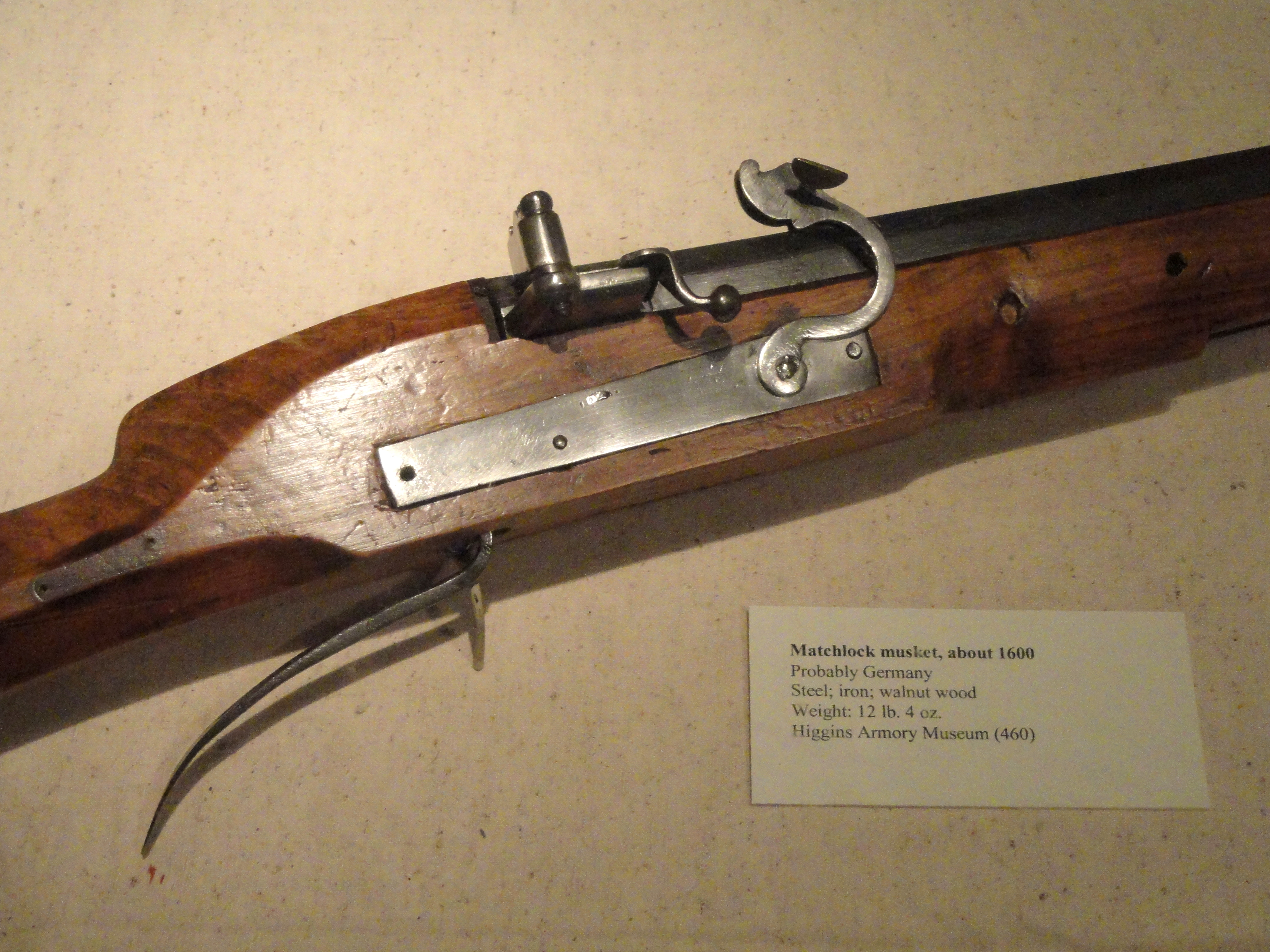
Platine à mèche
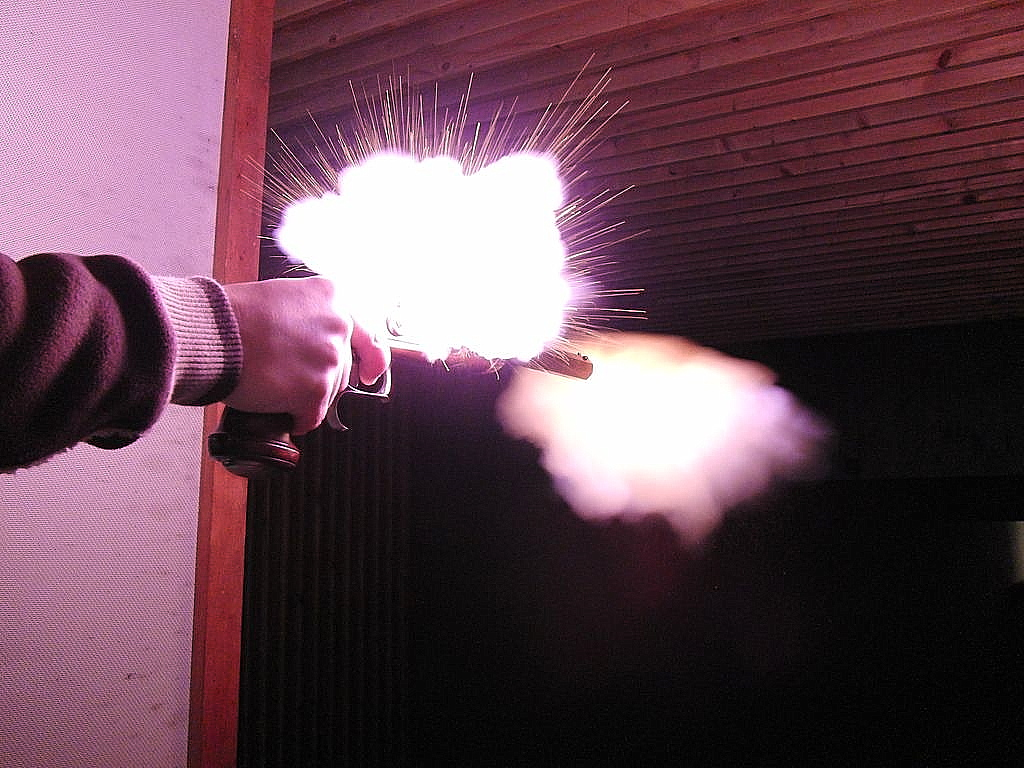
Tir avec un pistolet à silex.
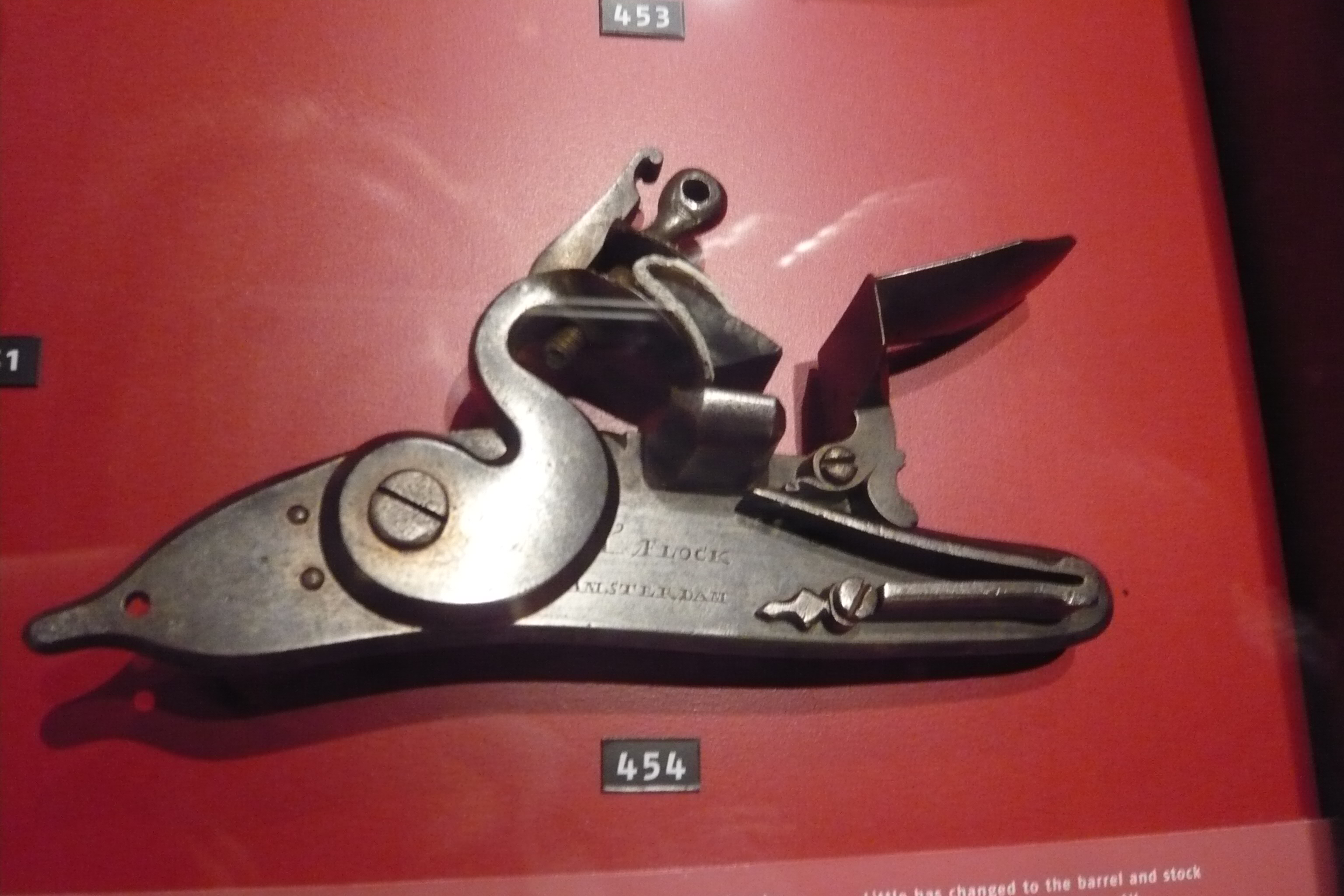
Platine à silex.
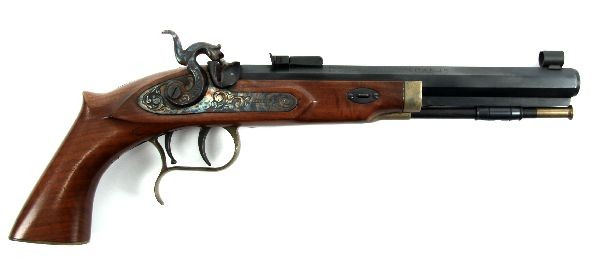
Pistolet à percussion
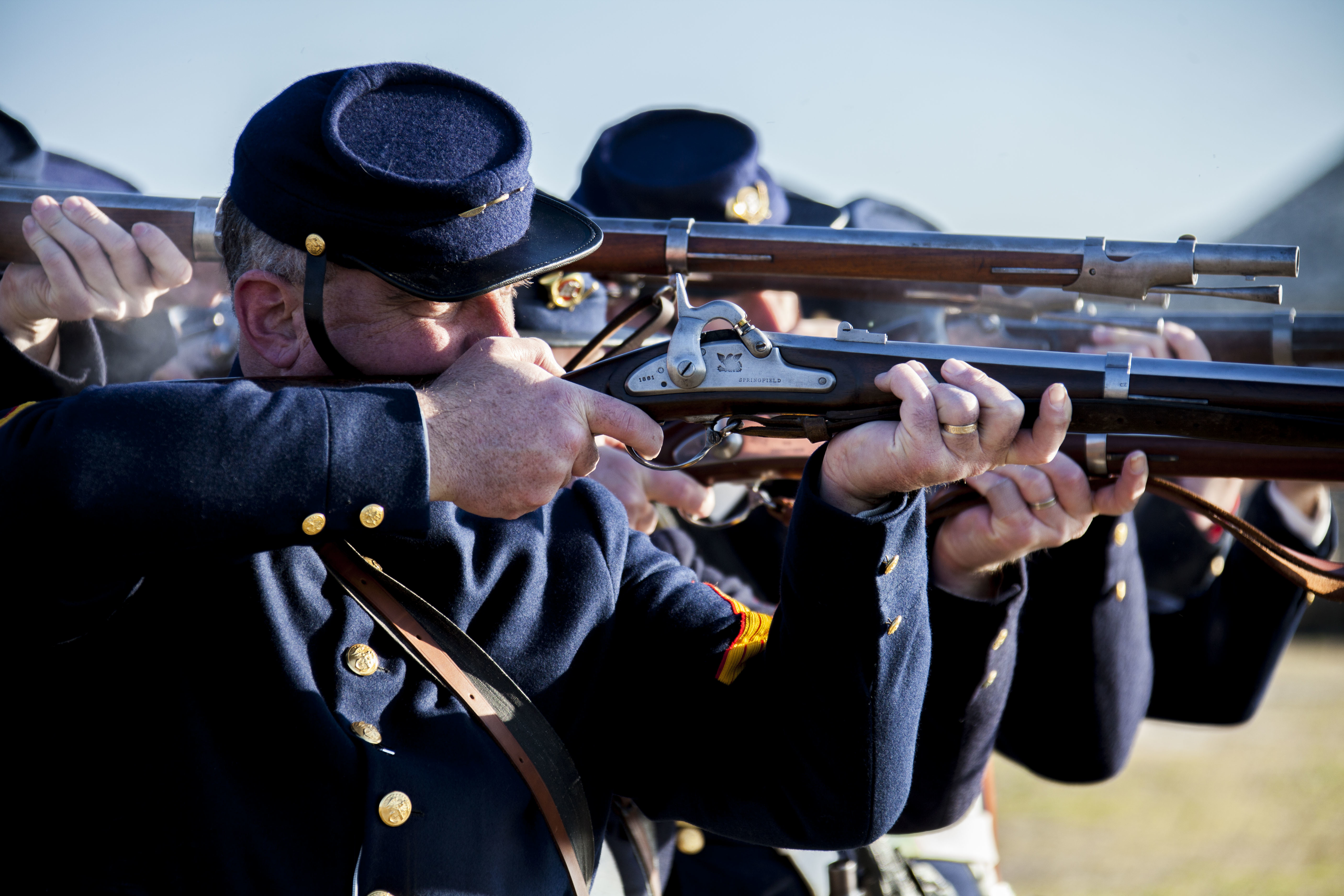
Platine à percussion
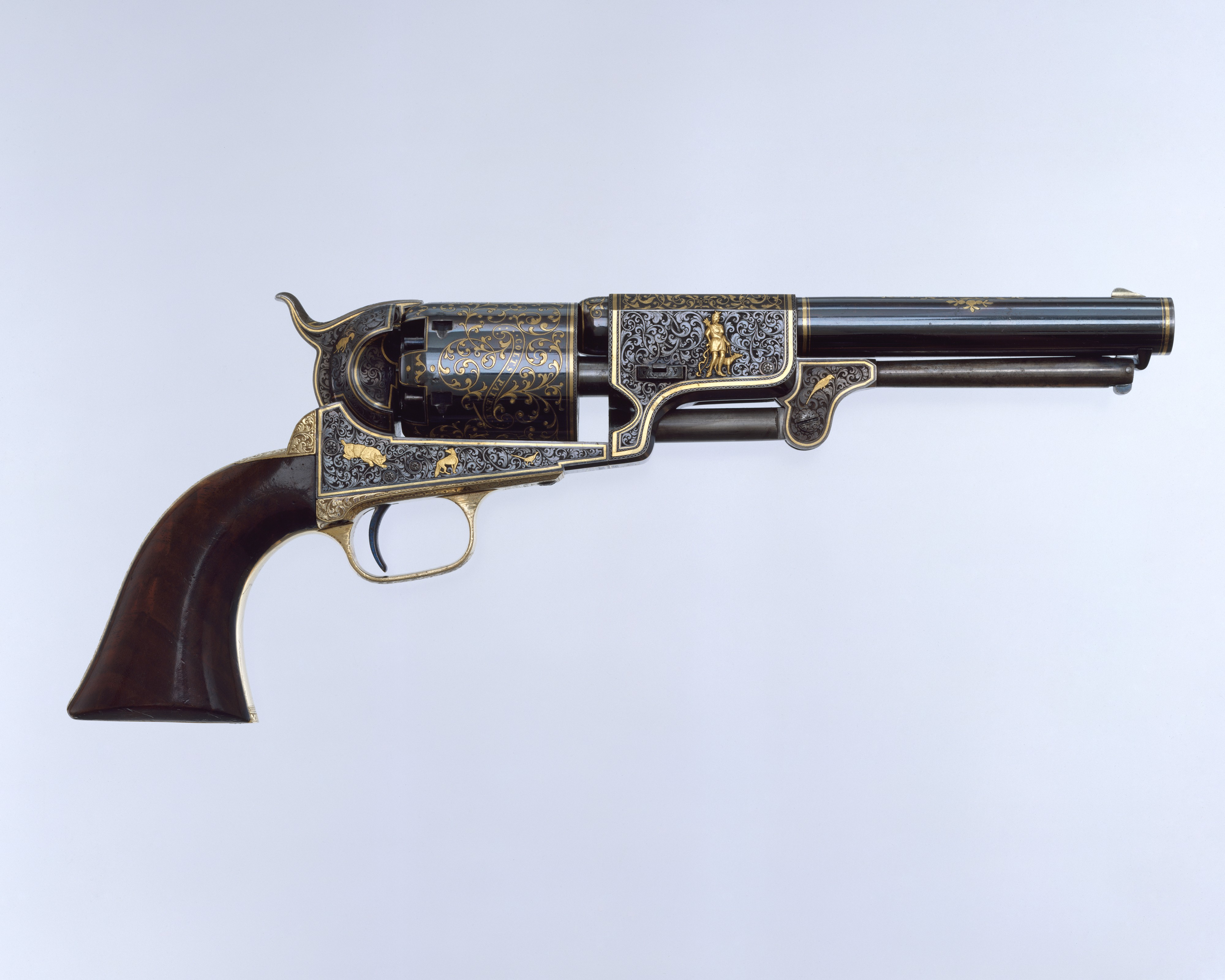
Revolver à percussion
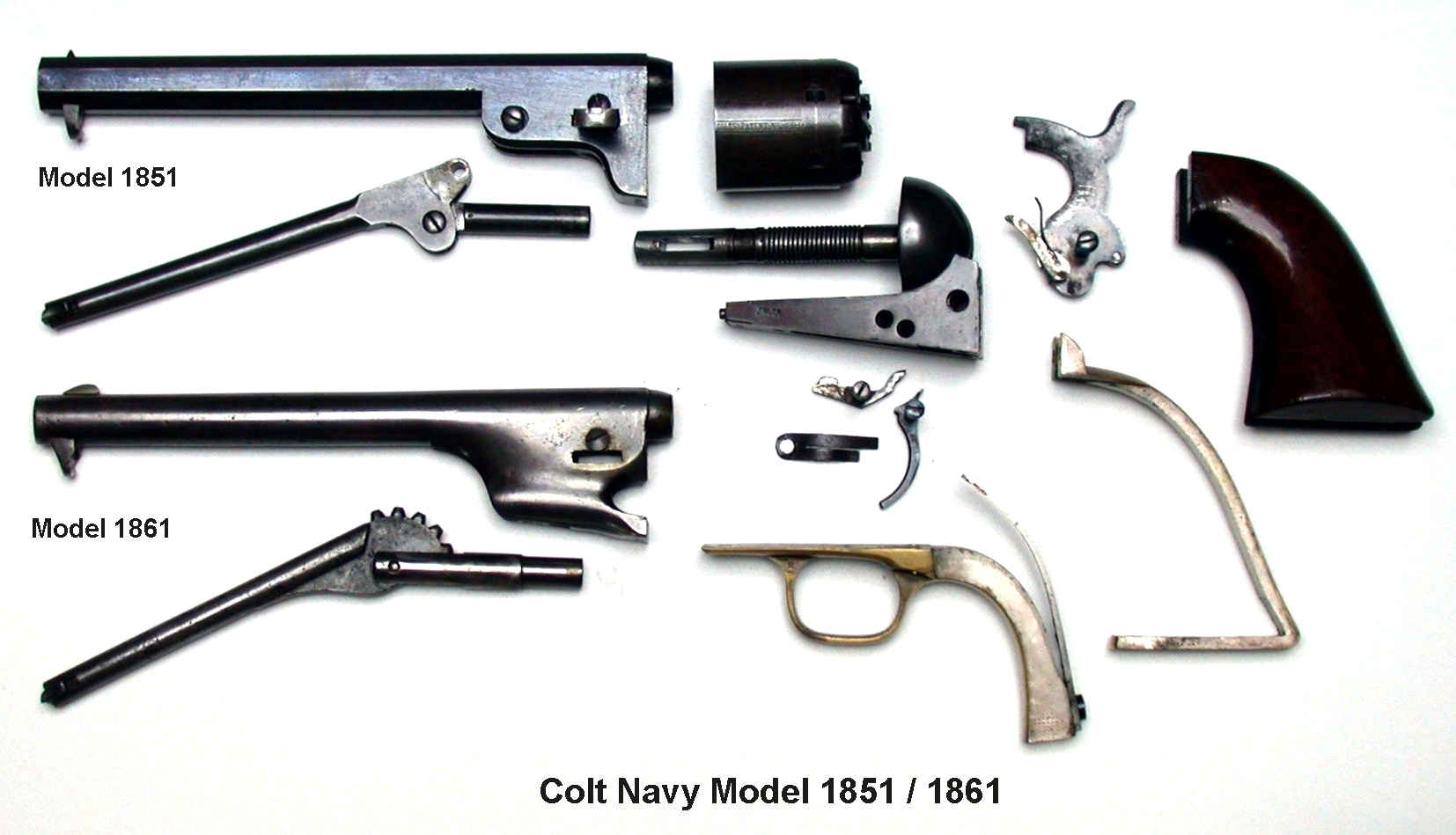
Colt 1851 et 1860, à percussion, démontés.
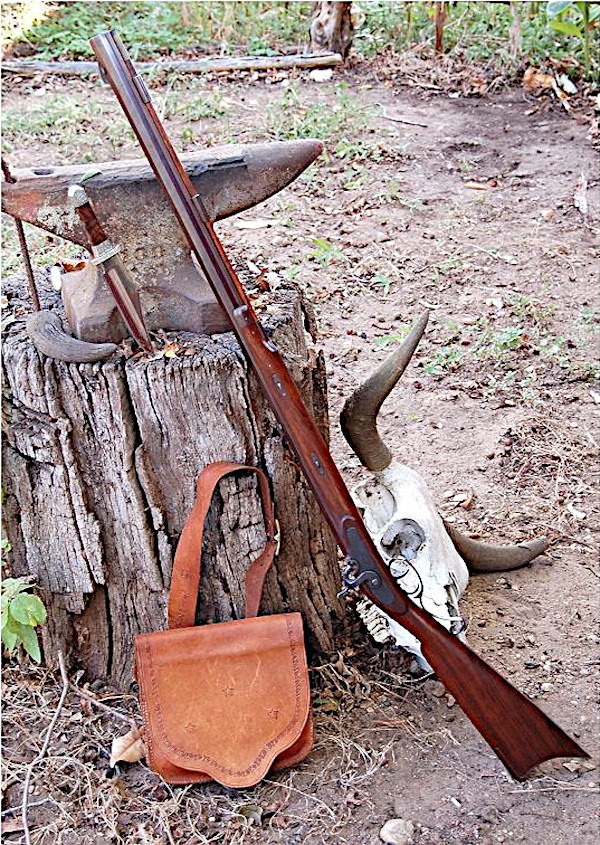
Réplique d'une carabine Hawken à percussion
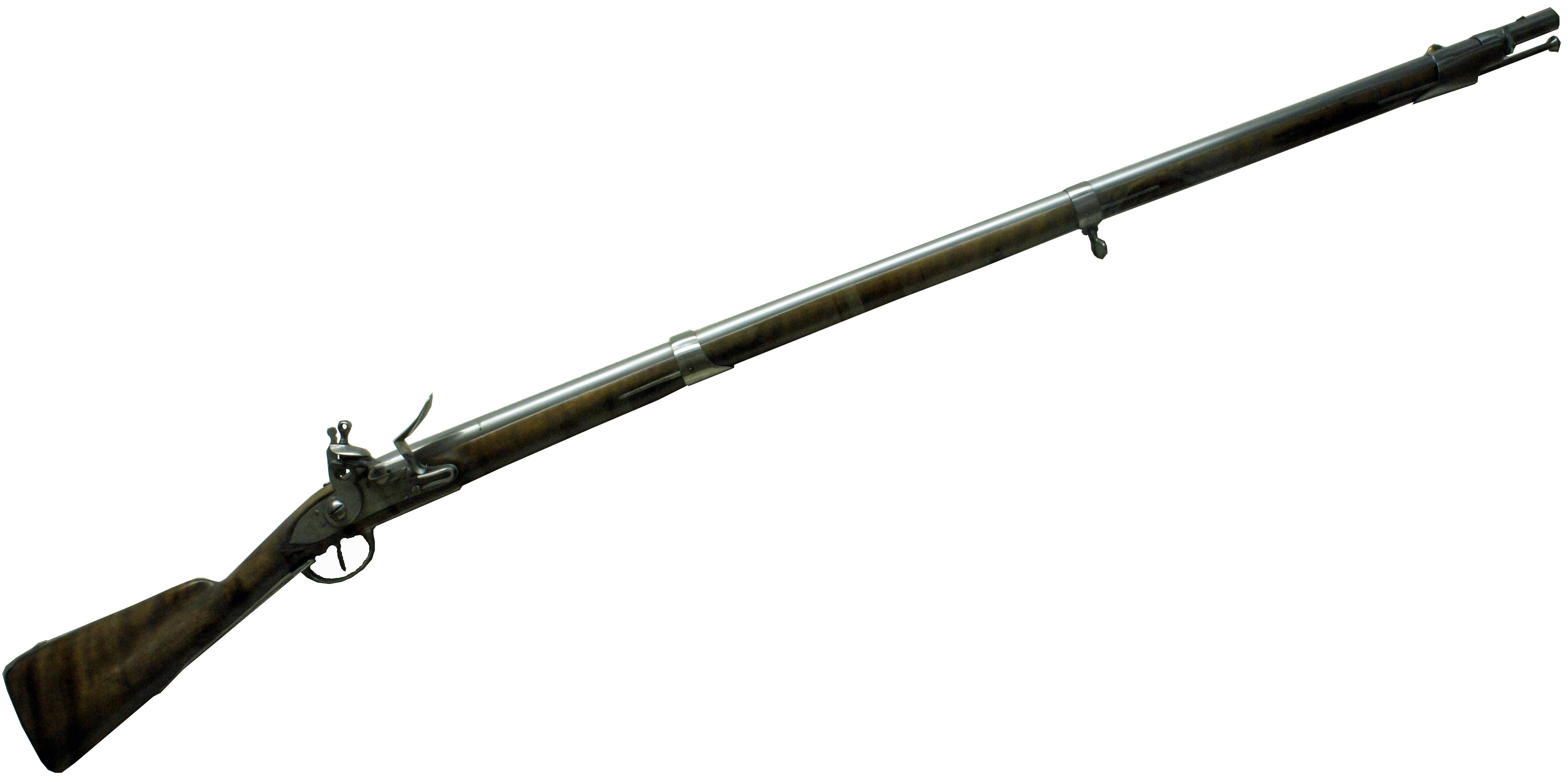
Fusil d'infanterie modèle 1877 dit Charleville avec une platine à silex

## Championnats organisés
Les compétitions locales et nationales sont organisées par les fédérations membres de la MLAIC, la FFTir en France par exemple.
- Championnats du monde :
  - 1996 : Warwick, Angleterre
  - 1998 : Warwick, Angleterre
  - 2002 : Lucques, Italie
  - 2004 : Batesville, USA
  - 2006 : Bordeaux, France[20]
  - 2008 : Adelaide, Australie
  - 2010 : Barcelos, Portugal
  - 2012 : Pforzheim, Allemagne[21]
  - 2014 : Grenade, Espagne[22],[23]
  - 2016 : Budapest, Hongrie[24],[25],[26]. Du 13 au 21 août[27].
- Championnat du monde longue distance :
  - 1999 : Bisley, Angleterre
  - 2000 : Bisley, Angleterre
  - 2001 : Le Cap, Afrique du Sud
  - 2003 : Camp Butner ,Caroline du Nord, USA[28],
  - 2005 : Bisley, Angleterre
  - 2007 : Le Cap, Afrique du Sud
  - 2009 : Camp Butner, Caroline du Nord, USA
  - 2011 : Bisley, Angleterre[29]
  - 2015 : Camp Butner, Caroline du Nord, USA[30]

- Championnat zone européenne
  - 2001 : Bad Zell, Autriche
  - 2003 : Halikko, Finlande
  - 2005 : Pforzheim, Allemagne
  - 2007 : Parme, Italie
  - 2009 : Valence, Espagne
  - 2011 : Hamina, Finlande
  - 2013 : Eisenstadt, Autriche[31]
  - 2015 : Barcelos, Portugal

- Championnat zone pacifique
  - 2003
  - 2007 : Batesville, In. USA
  - 2011 : Winchester, USA
  - 2013 : Postal
  - 2015 : Postal